# Сильня
Си́льня — річка в Київській області України. Права притока річки Кодра. Протяжність близько 11 км, похил — 2,5 м/км. Загальна площа басейну річки — 43,5 км².
Сильня бере витік на південний схід від села Соболівка. Своєю течією проходить переважно лісовим ландшафтом. Впадає в річку Кодра за 2,5 км на південний схід від села Мигалки. Абсолютна відмітка дзеркала води в місці впадіння знаходиться на висоті близько 131 м над рівнем моря. 